# 微笑 (横光利一)
『微笑』（びしょう）は、横光利一の短編小説。横光の遺作で、晩年の傑作といわれることの多い作品である。作者死後の1948年（昭和23年）、雑誌『人間』（第3巻第1号）1月号に掲載され、単行本は同年3月25日に斎藤書店より刊行された。海軍の武器研究生に引き抜かれた数学の天才青年との出会いから、ある俳人が彼との心の交流、別れまでを綴った物語。敗戦の色濃い大東亜戦争末期の日本の焦燥を背景に、日本の絶対的勝利が確実となると信じ、光線照射兵器の夢を語る青年と、彼の美しい微笑に魅せられた俳人の心の軌跡が綴られ、戦中を真摯に生きた者たちの叙情が描かれている。
「梶」という名前の横光利一自身らしき人物を主人公にした、いわゆる「梶もの」（神谷忠孝により名付けられた）の一つである。「梶もの」には他に、『厨房日記』『終点の上で』『恢復期』『罌粟の中』などがある。

## 作品背景
登場人物の天才青年・栖方は、井伏鱒二の回想や、鷲尾洋三の回想によると、モデルとなった青年がいて、その科学者の手で進行しつつある「素晴らしい新兵器」の話を横光から聞かされたという。横光の弟子の一人であった石川桂郎は、栖方のモデルを次のように指摘しつつも、その青年の話一切が虚偽であったことを回想している。
初出誌においては、GHQ/SCAPの検閲で大幅修正が入ると判断した雑誌編集者が、自己検閲を行なったために、横光の直筆原稿とは違っているが、単行本では横光の原文どおりとなっている。これは事後検閲に推移したことによって、GHQ検閲官がすべてに目を通していなかった可能性が想定されている。なお、同時収録の『厨房日記』は「不許可」と検閲されて、二・二六事件の勃発が欧米の植民地圧迫による影響があったと書かれている部分が、再版から削除改稿させられた。また戦前から書き継がれた未完長編『旅愁』や、『夜の靴』も検閲され、「伏せ字は絶対に許されず、削除のあとをとどめないように訂正するよう」に強制改稿させられていたことが、当時の担当編集者の日記やプランゲ文庫所蔵のゲラ刷りの存在から確認されている。このことがあったことで『微笑』は、雑誌掲載時に編集者が自己検閲したのだという。

## あらすじ
晩春のある日、俳人の梶は、同じ俳人の高田から、弟子の青年へ色紙を書いてほしいと頼まれた。青年は俳号を「栖方」という21歳の帝大生で数学博士だった。その天才ぶりから横須賀の海軍へ研究生として引き抜かれ、特殊な光線武器の開発に携わり、常に海軍や憲兵に見張られ、その息抜きで高田の句会に参加しているらかった。梶は、暗い日本を救う一縷の希望の光にすがりたい思いで、その青年の訪問を待ちわびていたので、学生服でまだどこか腕白少年の面影の残す無邪気な栖方の懐かしいような美しい笑顔に魅了された。しかしこんなふうに明るく談笑する彼の父は左翼で投獄され、そのため代々勤皇家の母の実家が母子の籍を奪い返したという話を、梶は高田から聞いていた。両親が離婚していることが栖方のひそかな悩みであった。それは相反する父母の思想体系という、数学の排中律にも似た解決困難な問題だと、梶は思った。
栖方から零の観念やアインシュタインの相対性原理の間違いについての話を聞くうち、梶には栖方が狂人なのか孤独な天才なのかよくわからない思いがした。だが梶はその日以来、栖方の光線のことが気になり、もしそれが事実なら、戦争に勝っても負けても生命の危険にさらされるであろう彼の行末が心配になった。後日再び、栖方は海軍中尉の服装で梶を訪ね、今まで命の危険にさらされ、間一髪で一命をとりとめた話などもした。その十数日後、高田のところへ憲兵が現れ、栖方は発狂しているから彼の言うことは一切信用しないようにと注意をしに来た。梶は高田に、「あの青年も僕らも狂人としておこうじゃないですか。その方が本人のためにはいい」と言った。梶は今までの話がただの科学者の夢をだと思うと、空虚で残念でもあり、ほっとした安心もあり、辷り落ちていく暗さも感じた。2日後、梶のところへ栖方から手紙が来た。天皇陛下から拝謁の御沙汰があり、感涙で参内した報告だった。
そして翌日、一人で梶を訪ねた栖方は、狸穴にある水交社へ梶を食事に招待した。栖方は父島で新兵器の実験をして来た帰りだと言った。その話を聞くうちに、梶にはそれが真実味を帯びて迫ってきた。祖国の勝ちを望んでいるにもかかわらず、もしそんな新武器を悪人が手にした日には、事は戦争の勝ち負けのことでは済みそうもないと、梶は一抹の不安を覚え、相反する自分の中の排中律を思った。六本木へ向かう都電の中で、自分の尊敬する年上の職工を呼びつけにしなければならない苦痛を語る栖方は、梶にはとても狂人には思えなかった。水交社に着くと栖方は、恩賜の軍刀をもうじき僕も貰うんだと子供らしく言いながら梶を部屋へ案内した。将校たちは、日本の敗北の濃厚な状況に、みな沈んだ面持ちだった。食事を終え、水交社の中庭で栖方は、僕はこれから数学を小説のように書いてみたいと梶に言った。そして帰り道に栖方は、今まで死ぬことは恐くはなかったが、先日から急に死が恐くなって眠れなくなった、僕はもうちょっと生きていたい、と梶に打ち明けた。
秋風がたったころ、栖方の学位論文通過の祝賀句会が横須賀の技師の家で開かれ、梶も招かれた。庭の外には憲兵が見張っていた。その夜は二階に泊まり、梶の隣で酔って眠る栖方の臍が見えた。その臍は、「僕、死ぬのが何んだか恐くなりました」と呟く風に梶は感じた。その後、秋から激しくなった空襲で梶と栖方は会わなくなった。栖方の光線もついに現れなかった。高田の情報では、栖方はささいな理由で軍の刑務所に入れられ、技師は結婚した翌日に急病で死んだという。戦争が終わり、ある日新聞に技術院総裁談話として、わが国にも新兵器として殺人光線が完成されようとしていたことと、その発明者の青年が敗戦の報を聞くと同時に口惜しさのあまり発狂して死亡したと載っていた。梶は、祝賀会の帰り三笠艦を見物して横須賀駅で別れる時、栖方が、「では、もう僕はお眼にかかれないと思いますから、お元気で」と強く敬礼した姿を思い出した。
梶は栖方の美しかった初春のような微笑と思うと、見上げた空から落ちてくる一つの明晰判断にも似た希望を待ち望む心が、自ら定まって来るのが不思議だった。そして栖方が零の観念や排中律について語った言葉を思い出し、今でも彼がパッと笑って、廻転している扇風機を指差しては、こう人々に言いつづけているように思われた。「ほら、羽根から視線を脱した瞬間、廻っていることが分かるでしょう。僕もいま飛び出したばかりですよ、ほら」

## 登場人物
梶
有名な俳人。標札を盗まれることもある。妻がいる。
高田
俳人。梶の友人。弟子たちと句会を開く。
栖方
21歳。高田の弟子。「栖方」は俳号。帝国大学生で数学博士。横須賀の海軍の研究生。海軍大尉。特殊な光線武器の開発に携わる。まだどこか腕白少年の面影。時々とパッと無邪気な美しい笑顔になる。郷里はA県（秋田県）。生家は平田篤胤の生家と100メートルしか離れていない。同じ東北出身者と話すと田舎言葉がたまに出る。相対性原理を叩いた小説を帝大新聞に出したことがある。
梶の妻
Y県T市（山形県鶴岡市）出身。
憲兵
軍の機密開発をしている栖方の行動範囲を常に見張っている。
兵士たち
狸穴坂で、海軍大尉の栖方に敬礼する陸軍の兵隊一同。水交社に集まっている海軍将校たち。
飛行機製作技師
高田や栖方の俳句仲間。徳望のある貴品を湛えている。横須賀に居住。
栖方の兄
小柄。東北訛りがある。
伊豆
35歳。軍の工場の職工。栖方の部下。無口で堅固。その人格と腕で、栖方に尊敬されている。

## 作品評価・研究
遺作となった『微笑』は、未完として終った長編大作『旅愁』との関連によって、その真意がより味わえるものとも言われ、横光の最後の傑作として位置づけられている。また作中には、しばしば数学的用語が使用されているが、作者・横光利一は、排中律的な、AかBかと選択するときAとBの中間をいく選択はないとする思考法則のような、第三の可能性を否定する「二者択一的思考」に反発を覚えていたと日置俊次は説明している。
篠田一士は『微笑』を、「これこそ横光の文学的生涯の最後をかざるにふさわしい作品である。敗戦に至った過ぐる大戦を彼がどんなに真摯に生きたかを、心の隅々まで照らしだしてみせた、じつにすがすがしい傑作といっていいだろう」と評している。そして、横光が挑んだ未完の長編小説『旅愁』を未読の読者でも、『微笑』や『比叡』、『厨房日記』、『睡蓮』、『罌粟の中』を読むことにより、後年の横光文学の「豊かな成熟」を堪能できるとし、『旅愁』は、最後の短編『微笑』のなかに「ようやく安息の場所を見いだしたともいってみたいような作品だ」と解説している。
河上徹太郎は、『微笑』の青年・栖方には、これに近い人物が実在していたと思われるとし、「モデルは二十歳位の一高校生で、数学の天才であり、そのために一躍海軍大佐級に抜擢され、原爆に類する新兵器を研究している。それが又俳句を嗜み、作者の句会らしいものに出席するのである」と述べ、その事実関係がどこまで本当かは保証しないと前置きした上で、以下のように評している。
『微笑』について三島由紀夫は、「（横光）氏の晩年の作品では、『微笑』が傑作と思はれ、又その文章は、青春時代の叙情をよみがへらせたふしぎなみづみづしさをもつてゐる」と高い評価をしている。
芹澤光興は、大東亜戦争に夢を託した横光の「自分自身への鎮魂」の作品だと『微笑』を見ている。

## おもな刊行本
- 『微笑』（斎藤書店、1948年3月25日）
  - 題字：横光象三
  - 収録作品：「微笑」「終点の上で」「厨房日記」「罌粟の中」「担ぎ屋の心理」「皮膚」
- 文庫版『機械・春は馬車に乗って』（新潮文庫、1969年8月。改版2003年）
  - カバー装画：ゴトウヒロシ
  - 解説：篠田一士。注解：日置俊次
  - 収録作品：「御身」「ナポレオンと田虫」「春は馬車に乗って」「時間」「機械」「比叡」「厨房日記」「睡蓮」「罌粟の中」「微笑」
- 文庫版『夜の靴・微笑』（講談社文芸文庫、1995年1月10日）
  - 解説：小島信夫。作家案内：梶木剛。著者目録：保昌正夫。資料（川端康成「横光利一弔辞」「天の象徴」、河上徹太郎「『夜の靴』と『微笑』」）
  - 収録作品：「夜の靴」「微笑」